# تود غيلبرت
تود غيلبرت (بالإنجليزية: Todd Gilbert)‏ هو محامي وسياسي أمريكي، ولد في 19 أكتوبر 1970 في نيوتن في الولايات المتحدة. حزبياً، نشط في الحزب الجمهوري.